# Chalcis megalomis
Chalcis megalomis är en stekelart som beskrevs av Burks 1940. Chalcis megalomis ingår i släktet Chalcis och familjen bredlårsteklar. Inga underarter finns listade i Catalogue of Life.